# Twee amoureuse liedekens
Twee amoureuse liedekens zijn twee verdichte liedjes van J.H. Leopold die in 1889 verschenen als teksten bij muziek en die te beschouwen zijn als zijn debuut.

## Geschiedenis
In 1912 verzorgde P.C. Boutens de Verzen van J.H. Leopold die hij liet drukken bij Eduard Verbeke in Brugge in een oplage van 80 exemplaren, de eerste op een 'groter' publiek gerichte uitgave van gedichten van Leopold die bovendien zonder toestemming van de dichter tot stand was gekomen. Twee jaar eerder, in 1910, had Leopold zelf privé het gedicht met de beginregel Waar op de plecht, gekarteld uit het hout laten drukken. Maar formeel debuteerde Leopold in 1889 met deze twee gedichten die als tekst bij een muziekuitgave verschenen.

### Uitgave
In 1889 verscheen een uitgave met twee liederen voor zang en klavier, op muziek gezet door Cornelis Hendrik Coster (1854-1902). Deze liederen waren door Coster opgedragen aan Arnold Spoel. Het is onbekend hoe Leopold en Coster elkaar kenden. Wel is bekend dat de twee verdichtsels deel uitmaakten van een serie van drie. Van de muziekuitgave verschenen verschillende drukken: behalve de eerste uit 1889 is ook een 5e bekend; ze verschenen te Zutphen.
De liederen werden opgenomen in Leopolds verzameld werk, en ook bibliofiel uitgegeven: eerst in een uitgave van De Renildis Handpers (100 jaar na de eerste druk), en in 1992 bij De Klencke Pers van Cees van Dijk.